# 城鸡铁路
城鸡铁路起自黑龙江省牡丹江市下辖的县级穆棱市境内的下城子镇，从滨绥铁路下城子站出岔，向北至鸡西市境内的西鸡西站止，全长107公里。城鸡铁路建于1925年。在鸡西站接恒山铁路及林东铁路。

## 历史
1924年1月吉林省政府与白俄商人谢洁斯签定了《中俄官商合办梨树沟子、小碱场煤矿合同》，同时动工修建滨绥铁路下城子站至梨树镇煤矿的铁路，称之为“穆棱铁路”。1925年2月末，穆棱铁路竣工，共投资131万银元。1925年3月3日，在穆棱梨树沟子矿举行通车典礼。铁路全长63.5公里（至一号井口）。其中下城子站至梨树镇站正线长59公里。沿线设有下城子、三道河子、八面通、亮子河、梨树镇等站，直达穆棱矿。这条铁路三越穆棱河。1925年3月4日，第一列货车编组40辆，装煤 800吨，通过穆棱铁路从下城子经中东铁路（滨绥线是其一部分）运往哈尔滨。 
1938年9月1日由“满铁”代管，1938年11月，日满当局收买并委托“满铁”经营。
1940年，日满当局投资921.4万元满洲银行券，修通了梨树镇至鸡西的铁路。这段铁路从梨树镇经石磷站（原名石厂站）、老达乘降所、柳毛站、柏家站、西鸡西站至鸡西站，全长48.3公里。1941年春边勘测边设计边施工。1942年11月1 日，在西鸡西站与虎林线接轨。修建时称梨鸡线，与原穆棱铁路衔接起来，称为城鸡线（下城子站至鸡西站）。 
城鸡铁路除了分流鸡西矿区煤炭外运任务，在梨树镇站担负着穆棱、平岗、碱场、老达等矿的原煤集中外运任务；在石磷站担负着磷肥、石墨等产品的外运任务。